# Euploea boreas
Euploea boreas är en fjärilsart som beskrevs av William Henry Miskin 1889. Euploea boreas ingår i släktet Euploea och familjen praktfjärilar. Inga underarter finns listade i Catalogue of Life.